# Lega Internazionale Insegnanti di Esperanto
La Lega Internazionale degli Insegnanti Esperantisti (in esperanto Internacia Ligo de Esperantistaj Instruistoj, in sigla ILEI) è un'organizzazione non governativa con l'obiettivo di insegnare il rispetto per l'umanità, la vita e la natura e di cercare un'ulteriore comprensione reciproca tra i popoli. Sostenendo la diffusione della lingua e della cultura dell'esperanto, la ONG pubblica libri e riviste, organizza conferenze internazionali e gestisce esami in tutto il mondo per certificare le qualifiche degli insegnanti di esperanto.
In particolare, ILEI è un gruppo di interesse speciale affiliato con l'UNESCO e l'Associazione universale esperanto (UEA). ILEI mira a introdurre la lingua esperanto in tutte le tipologie di scuole; insegnare l'esperanto in tutti i settori e livelli; ricercare e risolvere problemi pedagogici nell'educazione linguistica; pubblicare tutorial moderni, riviste, libri e opuscoli; organizzare conferenze e seminari internazionali, ecc.; supervisionare gli esami internazionali per certificare le capacità individuali di parlare e insegnare l'esperanto; collaborare con istituzioni governative ed educative, nonché con altre organizzazioni i cui obiettivi sono in accordo con quelli di ILEI; e di creare e mantenere siti Web e liste di discussione per raggiungere questi obiettivi. Il sito ufficiale dell'ILEI è www.ilei.info.

## Storia
Fondata nel 1949, il primo consiglio esecutivo comprendeva Violet C. Nixon, (Regno Unito, presidente), Einar Dahl (Svezia, segretario-tesoriere), Jeanne Dedieu (Francia) e P. Korte (Paesi Bassi). I presidenti ILEI successivi comprendevano István Szerdahelyi (1985-1988), Edward Symoens (1988-1991), Stefan MacGill (1991-1993), Duncan Charters (1993-1998), Mauro La Torre (1998-2003), Radojica Petrovic (2003-2009), Stefan MacGill (2009-2013), Mireille Grosjean (2013-2021) e Ahmad Reza Mamdhuhi (2021-). L’organo dell’ILEI è Internacia Pedagogia Revuo (IPR).(https://www.ilei.info/revuoj/ipr-arkivo.php) La lega pubblica anche la rivista Juna Amiko. Dal 2021 la Lega collabora attivamente con l’Istituto Italiano di Esperanto per il progetto “30 Ore d’Oro”, per l’insegnamento dell’Esperanto ad insegnanti di scuole secondarie, che lo possano poi insegnare ai propri allievi. Il documento scientifico del progetto, che ne sottolinea la propedeuticità, è diventato il libro Esperanto: Facilità di apprendimento e aiuto nello studio di altre lingue (Edistudio, 2023). 

## Conferenze/Congressi
ILEI tiene conferenze, di solito annualmente, con temi specifici dedicati alla cultura, al turismo e ai festival linguistici; maggior parte delle conferenze si è svolta in Europa, sebbene anche Brasile, Cuba, Corea del Sud, Australia, Giappone e Benin abbiano ospitato conferenze. All’interno dei congressi si svolge il Simposio di livello universitario, che mira a far dialogare accademici esperantisti e non. 
Guarda la playlist del Simposio 2025 “AI e cultura” oppure leggi il programma dal sito.
Guarda la playlist del Simposio 2024 “Lingvoj de instruado kaj justa edukado”.
Dal 2017 in poi le conferenze dell'ILEI sono diventate congressi.
| Anno | Numero | Città ospitante           | Paese ospitante          | Tema                                                                                         |
| ---- | ------ | ------------------------- | ------------------------ | -------------------------------------------------------------------------------------------- |
| 2025 | 58     | Belgrado                  | Serbia (bandiera)        | Intelligenza artificiale e insegnamento delle lingue                                         |
| 2024 | 57     | Masejo                    | Brasile (bandiera)       | L'Esperanto per una educazione equa                                                          |
| 2023 | 56     | Lignano Sabbiadoro        | Italia (bandiera)        | Insegnare l'Esperanto a scuola                                                               |
| 2022 | 55     | Virtuale                  |                          | L'Esperanto in un'educazione bilingue e multilingue                                          |
| 2021 | 54     | Virtuale                  |                          | L'Esperanto negli ambienti universitari - presente e futuro                                  |
| 2020 | 53     | Virtuale                  |                          | Interlinguistica e università                                                                |
| 2019 | 52     | Čačak                     | Serbia (bandiera)        | L'apprendimento nelle comunità virtuali                                                      |
| 2018 | 51     | Madrid                    | Spagna (bandiera)        | L'eredità culturale degli esperantisti                                                       |
| 2017 | 50     | Busan                     | Corea del Sud (bandiera) | Dall'educazione al turismo sostenibile                                                       |
| 2016 | 49     | Nyíregyháza               | Ungheria (bandiera)      | Nuove modalità di apprendimento                                                              |
| 2015 | 48     | Ostenda                   | Belgio (bandiera)        | Una grande pace dopo le grandi guerre                                                        |
| 2014 | 47     | Montevideo                | Uruguay (bandiera)       | Giustizia linguistica in pratica: esperienze e tendenze Latino-Americane                     |
| 2013 | 46     | Sieber (Herzberg am Harz) | Germania (bandiera)      | Insegnare l'esperanto a tutte le generazioni                                                 |
| 2012 | 45     | Kunming                   | Cina (bandiera)          | L'arte di comunicare, comunicare l'arte                                                      |
| 2011 | 44     | Copenaghen                | Danimarca (bandiera)     | Politica linguistica e diritti linguistici nell'educazione e nella comunicazione scientifica |
| 2010 | 43     | Matanzas                  | Cuba (bandiera)          | Anno Internazionale per la Riconciliazione delle Culture dell'UNESCO                         |
| 2009 | 42     | Cracovia                  | Polonia (bandiera)       | La pedagogia esperantista affronta le sfide della comunicazione interculturale               |
| 2008 | 41     | Porto-Novo                | Benin (bandiera)         | Insegnanti di esperanto per il pianeta Terra                                                 |
| 2007 | 40     | Ranzan                    | Giappone (bandiera)      | Donne nella cultura esperantista                                                             |
| 2006 | 39     | Parma                     | Italia (bandiera)        | Diritti linguistici, Studio delle Lingue ed Educazione per tutti                             |
| 2005 | 38     | Kaunas                    | Lituania (bandiera)      | Comunicazione interculturale nell'educazione                                                 |
| 2004 | 37     | Bratislava                | Slovacchia (bandiera)    | Organizzato con Sennacieca Asocio Tutmonda (SAT)                                             |
| 2003 | 36     | Örestrand (Höganäs)       | Svezia (bandiera)        |                                                                                              |
| 2002 |        | (nessuna conferenza)      |                          |                                                                                              |
| 2001 | 35     | Lovran                    | Croazia (bandiera)       | Rafforzare l'istruzione in esperanto e l'educazione interculturale                           |
| 2000 | 34     | Bouresse                  | Francia (bandiera)       | L'apprendimento linguistico al servizio dell'educazione interculturale                       |
| 1999 | 33     | Karlovy Vary              | Rep. Ceca (bandiera)     | Pace attraverso l'educazione                                                                 |
| 1998 | 32     | Montpellier               | Francia (bandiera)       | Istruzione linguistica, un ponte verso il mondo                                              |
| 1997 | 31     | Lara                      | Australia (bandiera)     | Multiculturalismo e acquisizione del linguaggio                                              |
| 1996 | 30     | Tábor                     | Rep. Ceca (bandiera)     | Metodi di apprendimento e di autoapprendimento dell'esperanto                                |
| 1995 | 29     | Övik (Porvoo)             | Finlandia (bandiera)     | Valore propedeutico dell'esperanto                                                           |
| 1994 | 28     | Gangnam-gu                | Corea del Sud (bandiera) | Contributi asiatici alla cultura e all'educazione del mondo                                  |
| 1993 | 27     | Valencia                  | Spagna (bandiera)        | Valore accademico dell'insegnamento dell'esperanto                                           |
| 1992 | 26     | Bratislava                | Slovacchia (bandiera)    | Methodus linguarum novissima                                                                 |
| 1991 | 25     | Voss                      | Norvegia (bandiera)      | Tyresö e Rauma — e ora?                                                                      |
| 1990 | 24     | Santa Clara               | Cuba (bandiera)          | Norme nazionali e l'insegnamento dell'esperanto                                              |
| 1989 | 23     | Caerleon                  | Galles (bandiera)        | Motivazione per l'insegnamento a scuola dell'esperanto                                       |
| 1988 | 22     | Kerkrade                  | Paesi Bassi (bandiera)   | Metodi di insegnamento dell'esperanto tradizionali e moderni                                 |
| 1987 | 21     | Łódź                      | Polonia (bandiera)       | Politiche pedagogiche, didattiche e linguistiche per esperanto                               |
| 1986 | 20     | Louvain-la-Neuve          | Belgio (bandiera)        | Pace                                                                                         |
| 1985 | 19     | Kungälv                   | Svezia (bandiera)        | Inglese, sì; esperanto, sì; lingue collaboranti                                              |
| 1984 | 18     | Škofja Loka               | Slovenia (bandiera)      | Esperanto e l'educazione alle lingue straniere                                               |
| 1983 | 17     | Sintra                    | Portogallo (bandiera)    | Minoranze etniche e l'esperanto                                                              |
| 1982 | 16     | Seiano                    | Italia (bandiera)        | Il principio liberatorio dell'esperanto nell'educazione                                      |
| 1981 | 15     | Gödöllő                   | Ungheria (bandiera)      | Ruolo sociale e linguistico dell'esperanto per l'educazione                                  |
| 1980 | 14     | Cottonera                 | Malta (bandiera)         | Esperanto come ponte alla comprensione internazionale                                        |
| 1979 | 13     | Locarno                   | Svizzera (bandiera)      | Bambini e lingua                                                                             |
| 1978 | 12     | Gorizia                   | Italia (bandiera)        | Prospettive sull'insegnamento                                                                |
| 1977 | 11     | Lussemburgo               | Lussemburgo (bandiera)   | Valore culturale dell'esperanto                                                              |
| 1976 | 10     | San Marino                | San Marino (bandiera)    | Non razze, ma bambini vivono nel mondo                                                       |